# Limnephilus perjurus
Limnephilus perjurus är en nattsländeart som beskrevs av Hagen 1861. Limnephilus perjurus ingår i släktet Limnephilus och familjen husmasknattsländor. Inga underarter finns listade i Catalogue of Life.